# Apollonia (Migdonia)
Apollonia (in greco antico: Ἀπολλωνία?) era una città della regione della Migdonia in Macedonia, a sud del lago Volvi, e a nord delle montagne Calcidiche, sulla strada da Anfipoli a Tessalonica.
Fu fondata da Filippo I di Macedonia nel V secolo a.C. e venne distrutta dai barbari nel VI secolo d.C.
Plinio il Vecchio menziona questa Apollonia nella sua Naturalis historia.

## Posizione
Apollonia era situata tra le città di Tessalonica (l'odierna Salonicco) e Amphipolis, in una posizione strategica che favoriva il commercio e gli scambi culturali nella regione. La sua posizione lungo la Via Egnatia la rendeva un punto di transito rilevante per viaggiatori e mercanti.

## Storia
La città ebbe un'importanza rilevante nel periodo ellenistico e durante l'epoca romana, grazie alla sua posizione geografica favorevole. Sebbene Apollonia non sia stata una città di primissimo piano nella storia della Macedonia, ebbe un ruolo significativo come centro regionale nel periodo classico e romano.

## Resti Archeologici
Oggi, poco rimane di Apollonia. Gli scavi archeologici hanno rivelato tracce delle antiche mura della città e di altre strutture di epoca romana. Tuttavia, rispetto ad altre città greche e romane, i resti di Apollonia sono modesti e poco estesi.
La storia e l'importanza di Apollonia sono legate alla sua funzione come nodo di comunicazione e centro commerciale nella Macedonia antica, lungo una delle più importanti arterie stradali dell'antichità.